# Nevada Valley

Nevada Valley (Nova Escócia)

Nevada Vale é uma pequena comunidade no Canadá província de Nova Escócia, localizado no condado de Inverness na Ilha Cape Breton.